# Economia de Guam
Guam depèn principalment de la despesa militar nord-americana i del turisme. Les inversions, pagaments de salaris i compra de béns sumessin 1,3 mil milions de dòlars el 2004.
Durant els últims 30 anys, el turisme va créixer i es va tornar la segona font d'ingressos, després de les inversions en defensa nord-americans. Aquestes dos sectors - turisme i militar - continuen en expansió.